# 1727
El 1727 (MDCCXXVII) fou un any comú començat en dimecres del calendari gregorià.

## Esdeveniments
- 22 de febrer (data gregoriana) - comença el tretzè setge de Gibraltar.[1]

## Naixements
- 26 de juliol - Horatio Gates (m. el 1806).

## Necrològiques
- 31 de març - Londres (Anglaterra): Isaac Newton, físic i matemàtic anglès (n. 1642, corresponent al 1643 del calendari gregorià).[2]